# Fenestella minor
Fenestella minor är en svampart som beskrevs av Tul. & C. Tul. 1863. Fenestella minor ingår i släktet Fenestella och familjen Fenestellaceae.   Inga underarter finns listade i Catalogue of Life.